# Bult
För andra betydelser, se Bult (olika betydelser).

Bult, ogängad cylindrisk kropp

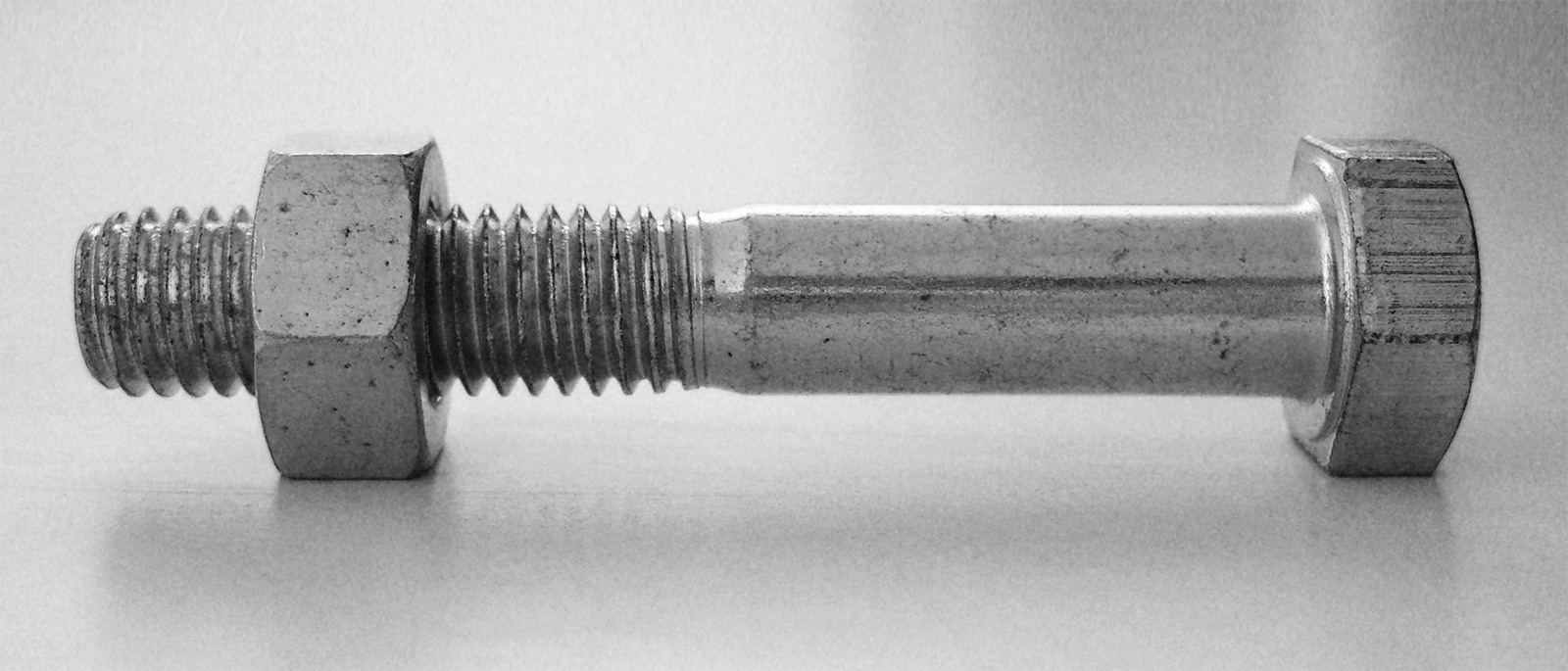
En sexkantskruv (vardagligt ofta felaktigt kallad "bult") försedd med en mutter.

Bult avser primärt en ogängad cylindrisk kropp med eller utan cylindrisk skalle. Till skillnad från en nit så formförändras inte bulten nämnvärt vid sammanfogning. Bulten låses med hjälp av friktion och i vissa fall endast dragningskraft. En variant av bult är länkbulten med hål i änden som kan låsas med hjälp av saxsprint eller en hårnålssprint.
Med bult kan i folkmun även avses en grövre gängad sexkantskruv och skruvförband, som enligt definition är maskinskruv.  Ett exempel på gängad bult är hjulbultar som syftar på de hjulskruvar som används för att fästa hjulen på ett fordon. Benämningen används även i ordet vagnsbult som egentligen heter vagnskruv eller kullerskruv. En bult kan även kallas skeppsbult samt olika namn beroende på tillverkningsmaterial, exempelvis järnbultar eller kopparbultar.

## Användning av bult

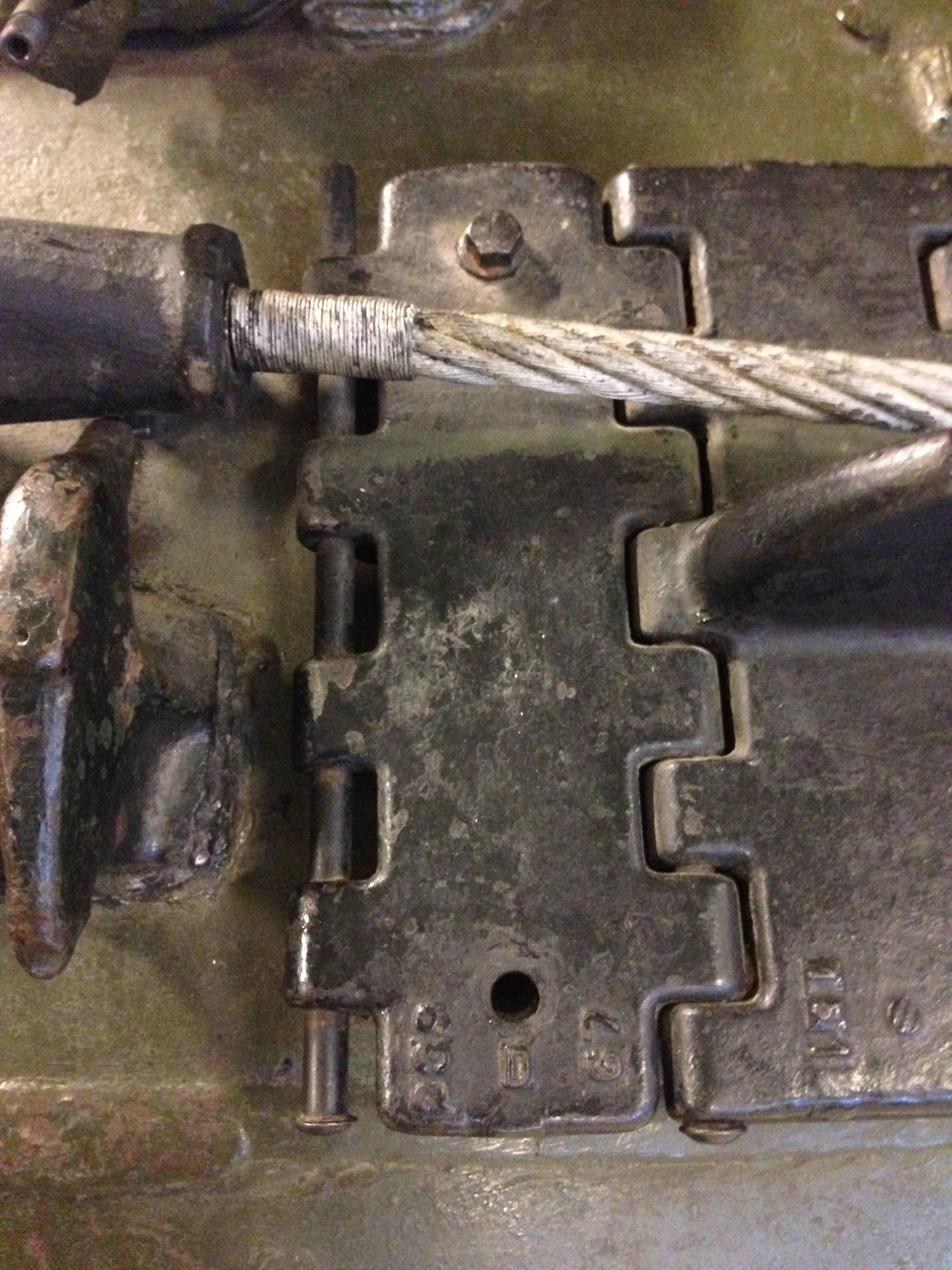
Bult som används för banddrivningen på den sovjetiska stridsvagnen T-34

Det finns ett antal olika typer av bultar som fästs på olika sätt.

### Bult
En vanlig ogängad bult har skalle och en cylindrisk kropp och hålls på plats med hjälp av friktion alternativt dragningskraft. Den sovjetiska stridsvagnen T-34 använde sig exempelvis av bult för att foga metallbandens länkar på banddrivningen. Då bultarna åker ur hålen på grund av vibrationer monterades klackar för vardera band på stridsvagnen, som under framdrift petar tillbaka bultarna vid varje helvarv.

### Klinkbult
Bult som nitas fast genom att stukas.

### Länkbult
Länkbulten är en bult med hål i änden som kan låsas med hjälp av saxsprint eller en hårnålssprint.

### Skarpbult
Denna bult är spetsig och har utstående hullingar för att greppa i träet, en liknande teknik används i rundhackad bult som har fördjupningar inslagna i skaftet.

### Specialbultar

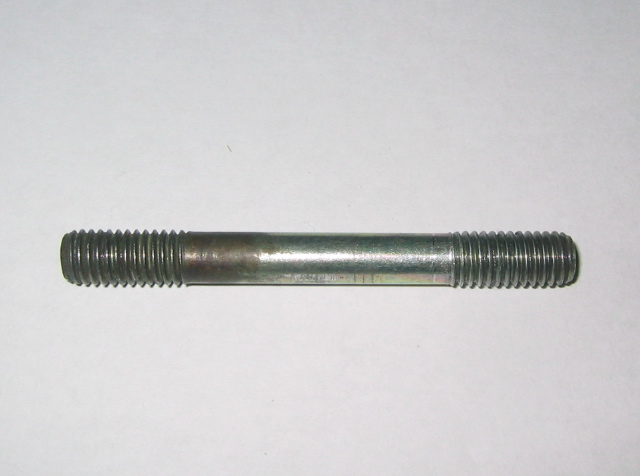
Pinnskruv med gängor i ändarna.

Ofta felaktigt kallad pinnbult pga avsaknad utav skruvskalle.